# Stergos Marinos
Stergos Marinos (Grieks: Στέργος Μαρίνος; Kos, 17 september 1987) is een Grieks voormalig voetballer die doorgaans speelde als rechtsback. Tussen 2005 en 2020 was hij actief voor Atromitos, Panathinaikos en Sporting Charleroi. Marinos maakte in 2010 zijn debuut in het Grieks voetbalelftal.

## Clubcarrière
Marinos speelde in de jeugd van Asklipios Kos. In 2004 verkaste de middenvelder naar Chalkidona en na de fusie van die club met Atromitos ging hij voor die laatste club spelen. In 2009 won Marinos met Atromitos het kampioenschap in de Beta Ethniki. Op 24 augustus 2009 vertrok de verdediger naar Panathinaikos als vervanger van de aan PAOK Saloniki verhuurde Bryce Moon. Hij werd landskampioen in 2010 en won tevens de Griekse beker. Op 15 juli 2013 maakte Marinos de overstap naar het Belgische Sporting Charleroi. Eind 2020 besloten Charleroi en Marinos uit elkaar te gaan. Hierop besloot Marinos op drieëndertigjarige leeftijd een punt te zetten achter zijn actieve loopbaan.

## Clubstatistieken
| Seizoen | Club               | Competitie      | Competitie | Competitie | Beker | Beker | Internationaal | Internationaal | Totaal | Totaal |
| Seizoen | Club               | Competitie      | Wed.       | Dlp.       | Wed.  | Dlp.  | Wed.           | Dlp.           | Wed.   | Dlp.   |
| ------- | ------------------ | --------------- | ---------- | ---------- | ----- | ----- | -------------- | -------------- | ------ | ------ |
| 2005/06 | Atromitos          | Super League    | 3          | 0          | 0     | 0     | —              | —              | 3      | 0      |
| 2006/07 | Atromitos          | Super League    | 5          | 0          | 0     | 0     | 0              | 0              | 5      | 0      |
| 2007/08 | Atromitos          | Super League    | 16         | 0          | 2     | 0     | —              | —              | 18     | 0      |
| 2008/09 | Atromitos          | Football League | 12         | 0          | 3     | 0     | —              | —              | 15     | 0      |
| 2009/10 | Atromitos          | Super League    | 2          | 0          | 0     | 0     | —              | —              | 2      | 0      |
| 2009/10 | Panathinaikos      | Super League    | 9          | 0          | 1     | 0     | 3              | 0              | 13     | 0      |
| 2010/11 | Panathinaikos      | Super League    | 26         | 0          | 3     | 0     | 6              | 0              | 35     | 0      |
| 2011/12 | Panathinaikos      | Super League    | 23         | 0          | 1     | 0     | 2              | 0              | 26     | 0      |
| 2012/13 | Panathinaikos      | Super League    | 20         | 1          | 2     | 0     | 5              | 0              | 27     | 1      |
| 2013/14 | Sporting Charleroi | Eerste klasse A | 17         | 0          | 1     | 0     | —              | —              | 18     | 0      |
| 2014/15 | Sporting Charleroi | Eerste klasse A | 35         | 3          | 3     | 0     | —              | —              | 38     | 3      |
| 2015/16 | Sporting Charleroi | Eerste klasse A | 20         | 0          | 0     | 0     | 4              | 0              | 24     | 0      |
| 2016/17 | Sporting Charleroi | Eerste klasse A | 11         | 0          | 0     | 0     | —              | —              | 11     | 0      |
| 2017/18 | Sporting Charleroi | Eerste klasse A | 39         | 0          | 3     | 0     | —              | —              | 42     | 0      |
| 2018/19 | Sporting Charleroi | Eerste klasse A | 36         | 0          | 1     | 0     | —              | —              | 37     | 0      |
| 2019/20 | Sporting Charleroi | Eerste klasse A | 11         | 0          | 1     | 0     | —              | —              | 12     | 0      |
| Totaal  | Totaal             | Totaal          | 285        | 4          | 21    | 0     | 20             | 0              | 326    | 4      |

## Interlandcarrière
Marinos debuteerde in het Grieks voetbalelftal op 11 augustus 2010. Op die dag werd een vriendschappelijke wedstrijd tegen Servië met 0–1 gewonnen door een treffer van Dimitrios Salpigidis. De verdediger moest van bondscoach Fernando Santos op de bank beginnen en hij viel in de tweede helft in voor Giorgos Karagounis. De andere debutanten dit duel waren Ioannis Maniatis (Panionios) en Giannis Papadopoulos (Olympiakos).
| Interlands van Stergos Marinos voor Griekenland | Interlands van Stergos Marinos voor Griekenland | Interlands van Stergos Marinos voor Griekenland | Interlands van Stergos Marinos voor Griekenland | Interlands van Stergos Marinos voor Griekenland | Interlands van Stergos Marinos voor Griekenland | Interlands van Stergos Marinos voor Griekenland |
| №                                               | Datum                                           | Wedstrijd                                       | Uitslag                                         | Competitie                                      | Goals                                           |                                                 |
| Als speler bij Panathinaikos                    | Als speler bij Panathinaikos                    | Als speler bij Panathinaikos                    | Als speler bij Panathinaikos                    | Als speler bij Panathinaikos                    | Als speler bij Panathinaikos                    | Als speler bij Panathinaikos                    |
| ----------------------------------------------- | ----------------------------------------------- | ----------------------------------------------- | ----------------------------------------------- | ----------------------------------------------- | ----------------------------------------------- | ----------------------------------------------- |
| 1                                               | 11 augustus 2010                                | Servië – Griekenland                            | 0 – 1                                           | Vriendschappelijk                               |                                                 |                                                 |